# Sc Heerenveen
Sportclub Heerenveen, kortweg sc Heerenveen, is een Nederlandse profclub uit Heerenveen, die uitkomt in de Eredivisie van zowel de mannen- als vrouwencompetitie. De grootste successen die de club heeft behaald zijn het winnen van de KNVB beker in 2009 en het bereiken van de UEFA Champions League in 2000/01.
De thuisbasis van sc Heerenveen is sinds 1994 het Abe Lenstra Stadion, vernoemd naar de oud-voetballer Abe Lenstra die in 1985 overleed. Er kunnen momenteel 27.224 toeschouwers plaatsnemen in het stadion. Dit betekent dat bijna alle inwoners van de plaats Heerenveen (30.661 inwoners) als toeschouwer in het stadion plaats kunnen nemen.

## Geschiedenis
In 1902 werd in Heerenveen gevoetbald door de club Victorie. Er ontstonden verschillende elftallen en verenigingen die tegen andere steden en dorpen uitkwamen. Door samengaan van Victorie en de Heerenveense vereniging Achilles ontstond in 1908 de club V.A.C. Deze club ging in 1918 ter ziele wegens de mobilisatie, echter was het een kwestie van tijd dat de club opnieuw werd opgericht onder een andere naam.

### Oprichting
De club sc Heerenveen ontstond op 20 juli 1920 onder de naam Athleta; in het seizoen 1921/22 werd de naam gewijzigd in Spartaan. Toen de club circa een jaar later toetrad tot de competitie van de Nederlandse Voetbal Bond, kreeg ze de naam VV Heerenveen, omdat er al andere clubs waren, die onder de naam (De) Spartaan speelden. Na splitsing in afdelingen voor amateur- en betaald voetbal veranderde de naam van de club op 1 juni 1977 in sc Heerenveen.

### Pre-betaald voetbal
In het seizoen 1922/23 promoveerde Heerenveen naar de 3e klasse. Een seizoen later promoveerde Heerenveen naar de 2e klasse. In het seizoen 1927/28 haalde de club maar één punt, maar degradeerde niet. In het jaar 1928 kreeg de club een nieuw terrein, waar tot 1933 werd gespeeld. Vanaf het seizoen 1931/32 eindigde Heerenveen vier keer op rij als tweede in de tweede klasse A. In het seizoen 1935/36 lukte het Heerenveen het kampioenschap van die klasse eindelijk te veroveren. Het kwam echter niet tot promotie, omdat Achilles uit Assen, de nummer laatst van de Eerste Klasse Noord Heerenveen voorbleef in de promotie/degradatiecompetitie.
In het seizoen 1936/37 werd wederom het kampioenschap in de tweede klasse A gevierd. De nacompetitie om promotie/degradatie met Friesland en WVV verliep succesvol en zo belandde de club in de 1e klasse. Mede dankzij Abe Lenstra werd Heerenveen acht keer op rij van 1941/'42 tot en met 1949/'50 Noordelijk kampioen (met uitzondering van 1944/45, toen geen competitie plaatsvond in verband met de oorlog).

### Eerste jaren betaald voetbal (1954–1970)
Toen in 1954 betaald voetbal zijn intrede deed, brak er voor de club een nieuw tijdperk aan. Er ontstonden in de club discussies over betaald voetbal. Hierop besloot Abe Lenstra te vertrekken naar Sportclub Enschede. Sc Heerenveen kwam in de Tweede Divisie (afdeling B) terecht. In het seizoen 1959/60 werd de club derde en promoveerde naar de Eerste Divisie (afdeling B), vooral door het zeer sterke collectief. Vooral de tactisch zeer sterke trainer Siem Plooyer had hierin een groot aandeel. Twee jaar later degradeerde het team echter weer, nu naar afdeling A (omdat het aantal teams in de Eerste Divisie teruggebracht werd van 30 naar 20). Toen de club in 1967 financieel in de problemen zat bood de plaatselijke bevolking hulp met Aktie '67. In 1970 werd sc Heerenveen kampioen van de Tweede Divisie en promoveerde.

### Eerste divisie (1970–1993)
Tussen 1970 en 1993 speelde sc Heerenveen 22 seizoenen in deze tweede klasse van het betaald voetbal, met één jaar onderbreking. In 1989/90 promoveerde de club onder leiding van Fritz Korbach via de nacompetitie, waaraan het mocht deelnemen als periodekampioen. In de reguliere competitie was de club als 16e in de Eerste Divisie geëindigd. Het lukte de club in het seizoen 1990/91 net niet om zich te handhaven op het hoogste niveau. Ten opzichte van SVV uit Schiedam kwam de ploeg van Korbach slechts één doelpunt tekort.
Onder Foppe de Haan promoveerde de club in 1992/93 wederom via de nacompetitie naar de Eredivisie.

### Eredivisie onder Foppe de Haan (1993–2004)
Sc Heerenveen speelt in het seizoen 2024/25 voor het tweeëndertigste opeenvolgende seizoen in de eredivisie, met als beste resultaat de tweede plaats in het seizoen 1999/00.
De basis hiervoor was een succesvol aan- en verkoopbeleid van met name Scandinavische en Nederlandse niet randstedelijke spelers, waardoor een goede naam is opgebouwd. De club staat er nu bekend om het financieel goed voor elkaar te hebben. Een belangrijke rol hierin speelde Riemer van der Velde, die van 1983 tot 2006 voorzitter was. Veel jonge talenten en hun adviseurs zien sportclub Heerenveen als een ideale opstap naar grotere clubs. De Friezen wisten dankzij een uitgekiend scoutingbeleid grote talenten zoals Jon Dahl Tomasson, Igor Kornejev, Ruud van Nistelrooij en Marcus Allbäck naar sc Heerenveen te lokken.
In 1998 speelde Heerenveen voor het eerst echt Europees voetbal in de Europacup II, door FC Twente in een beslissingsduel in Zwolle met 3-1 te verslaan. Deze wedstrijd met twee verliezende halvefinalisten was uniek in de Nederlandse voetbalgeschiedenis. De wedstrijd was noodzakelijk, aangezien beide finalisten in de beker: Ajax en PSV, zich reeds geplaatst hadden voor de Champions League.
In 2000 kwalificeerde sc Heerenveen zich via de tweede plaats in de competitie voor de UEFA Champions League. In 2003 slaagde sc Heerenveen er niet in zich te plaatsen voor de UEFA Cup via de Intertoto-finale tegen Villarreal. De Spaanse club won met 1–2 in Friesland en hield sc Heerenveen van scoren af in het El Madrigal, waar de eindstand op 0-0 bleef steken.
Op 22 juli 2003, tijdens een persconferentie voorafgaand aan het nieuwe seizoen, kondigde Foppe de Haan zijn afscheid aan na afloop van het seizoen 2003/04. De Haan was sinds 1 juli 1985 in dienst en daarmee de langstzittende trainer in het Nederlandse betaalde voetbal. De Haan werd opgevolgd door zijn voormalige assistent-trainer Gertjan Verbeek.
Ook na de eeuwwisseling wist de club nog steeds talenten aan te trekken, zoals Daniel Jensen, Mika Väyrynen, Michael Bradley, Klaas-Jan Huntelaar, Georgios Samaras, Afonso Alves, Danijel Pranjić, Miralem Sulejmani, Luciano Narsingh, Daryl Janmaat en Filip Đuričić. Die nadien allemaal ergens anders zijn gaan spelen.

### Eredivisie (2004-heden)
Onder Gertjan Verbeek werd in het eerste seizoen ook UEFA Cup-voetbal behaald, evenals de jaren daaropvolgend. Toch maakte het bestuur in december 2007 bekend met een andere trainer verder te willen. In het seizoen 2007/08 is een nieuw clubrecord neergezet: nog nooit werden zoveel doelpunten (88) gescoord in een seizoen. Er werd onder andere met 9-0 en 7-0 gewonnen van Heracles Almelo en Vitesse. In de wedstrijd tegen Heracles scoorde Afonso Alves zeven doelpunten, nog altijd is dat een record in de Eredivisie. Gertjan Verbeek moest aan het einde van het seizoen 2007/08 vertrekken bij Heerenveen, na vier seizoenen als hoofdtrainer. Hij werd vervolgens trainer bij Feyenoord.
De Noor Trond Sollied volgde Verbeek op. In het eerste jaar onder zijn bewind werd de vijfde plaats behaald in de competitie en werd voor het eerst in de clubhistorie de KNVB Beker gewonnen. Sollied plaatste zich daardoor met sc Heerenveen voor de play-offs van het nieuwe UEFA Europa League toernooi. Na vijf wedstrijden in het seizoen 2009/10 vertrok Trond Sollied in goed overleg bij sc Heerenveen. Zijn tijdelijke opvolger werd Jan de Jonge, destijds hoofd jeugdopleidingen. De Jonge kreeg het team echter niet aan de praat en vond het in het belang van de club noodzakelijk een stapje terug te doen. Hij legde de functie als hoofdtrainer neer op 3 februari 2010. Hierop werd op 5 februari 2010 Jan Everse aangesteld als interim-trainer. Naast Everse werd Dick van Burik aangesteld als interim-assistent-trainer. Zij kregen als doelstelling mee om niet te degraderen. Everse won zijn eerste wedstrijd als trainer van sc Heerenveen direct, met 2-0 van FC Utrecht. In dit duel maakte Gerard Sibon het duizendste doelpunt van sc Heerenveen in de Eredivisie. Heerenveen eindigde onder Everse als 11e. Voor het einde van het seizoen werd bekend dat Ron Jans de overstap van FC Groningen naar Heerenveen zou maken om hoofdtrainer te worden vanaf het volgende seizoen.
Ron Jans was de trainer sinds het seizoen 2010/11. In een moeizaam seizoen met hoogtepunten, zoals de 6-2 winst thuis tegen FC Twente en dieptepunten, zoals de 2-3 thuis nederlaag tegen Excelsior na een 2-0 voorsprong, werd de ploeg uiteindelijk 12e in de Eredivisie. In zijn 2e jaar als trainer liep het team veel beter, en mede dankzij Eredivisie-topscorer Bas Dost werd de Europa League direct gehaald door een eindnotering als 5e. Daarnaast werd ook de halve finale van de KNVB Beker gehaald, waar Heerenveen thuis met 1-3 verloor van de uiteindelijke winnaar PSV. Ondanks deze goede resultaten besloot trainer Ron Jans halverwege het seizoen al na dit seizoen te vertrekken bij sc Heerenveen.
Marco van Basten werd op 13 februari 2012 groots aangekondigd als nieuwe trainer van sc Heerenveen. Door de verkoop van vele bepalende spelers, waaronder Luciano Narsingh, Oussama Assaidi en Bas Dost, begon Marco van Basten moeizaam aan zijn eerste seizoen. In de Europa League werd Heerenveen al voor de groepsfase uitgeschakeld door het Noorse Molde FK. In de competitie werd na een moeizame start alsnog een achtste plaats, en daarmee deelname aan de play-offs, veilig gesteld. Helaas was FC Utrecht hierin tweemaal te sterk (0–1, 2–1). Zijn tweede seizoen was een stuk constanter. Ondanks de verkoop van sterspeler Filip Đuričić bleef Heerenveen zich handhaven in de subtop. Mede dankzij topscorer Alfred Finnbogason en de net opgekomen Hakim Ziyech werd een keurige vijfde plaats behaald. In de play-offs voor de Europa League werd kansloos verloren van AZ (3-1) over twee wedstrijden. Hiervoor was het al bekend dat Van Basten na dit seizoen zou vertrekken naar AZ. Dit seizoen werd gekenmerkt door de vele doorgebroken jeugdspelers. Hakim Ziyech, Kenny Otigba, Daley Sinkgraven, Bilal Başacıkoğlu en Joost van Aken mochten meerdere malen hun opwachting maken in de basis.
Dwight Lodeweges werd op 31 maart aangekondigd als nieuwe hoofdtrainer voor het seizoen 2014/15. De aanstelling ging voor Lodeweges niet zonder slag of stoot. Hij was namelijk trainer van aartsrivaal SC Cambuur, toen zijn overstap bekend werd gemaakt. De dag na de bekendmaking moest hij zijn taken als hoofdtrainer in Leeuwarden neerleggen, omdat de fans van Cambuur dit niet waardeerden. In zijn eerste seizoen bij sc Heerenveen eindigde hij op een zevende plaats en haalde hij met de ploeg de finale van de play-offs. Helaas werd deze verloren van Vitesse. Zijn tweede seizoen begon slecht, na negen speelronden stond het team met zeven punten op een teleurstellende vijftiende plaats. Na de wedstrijd thuis tegen Feyenoord, waar Heerenveen na een 0-5 ruststand met 2-5 van verloor, besloot hij zijn functie als hoofdtrainer neer te leggen. Foppe de Haan werd in eerste instantie aangesteld om tijdelijk de functie van hoofdtrainer over te nemen, voor de komende vier wedstrijden. Later werd bekendgemaakt dat hij het seizoen zou afmaken. Uiteindelijk kon de Haan de wisselvallige resultaten niet stabiliseren en eindigde het team in de middenmoot op een twaalfde plaats.
Voor het seizoen 2016/17 werd Jurgen Streppel aangesteld als hoofdtrainer. Streppel begon geweldig aan het seizoen en dat resulteerde in een 4e plek in de winterstop. Na de winterstop zakte de ploeg echter helemaal in elkaar, mede door de blessure van aanvoerder Stijn Schaars. Ondanks dat technisch manager Gerry Hamstra het voor elkaar kreeg om Martin Ødegaard te huren van Real Madrid voor anderhalf seizoen. Het leidde uiteindelijk tot de negende plek. In de play-offs voor de Europa League die daarop volgde bleek FC Utrecht te sterk over twee wedstrijden (2-5). In het tweede seizoen begon de ploeg van Streppel weer erg goed. Heerenveen was de enige ploeg die na zes wedstrijden nog ongeslagen was. Dit was echter geen voorbode voor de rest van het seizoen. Het werd een kleurloos seizoen dat Heerenveen als achtste afsloot. FC Utrecht was in de play-offs wederom te sterk over twee wedstrijden. In april was al bekendgemaakt dat de wegen van Streppel en sc Heerenveen na dit seizoen zouden, gaan scheiden.
Jan Olde Riekerink werd aangesteld als nieuwe trainer van sc Heerenveen voor minimaal twee jaar vanaf het seizoen 2018/19. Als assistent werd voormalig FC Twente-trainer Michel Jansen aangesteld. Olde Riekerink kende een wisselvallige start. In uitwedstrijden werd goed gepresteerd terwijl er thuis grote nederlagen werden geleden tegen Heracles Almelo en Feyenoord (3-5) en tegen Ajax (0-4). Halverwege het seizoen stond de ploeg maar net boven de degradatiestreep. Omdat de tweede seizoenshelft niet veel beter ging, werd na een pijnlijke nederlaag tegen promovendus FC Emmen (2-0) op 10 april 2019, Olde Riekerink op non-actief gesteld. Voor de laatste vijf competitiewedstrijden werd Johnny Jansen als interim-trainer aangesteld. De resultaten bleven echter wisselvallig, waardoor de ploeg play-offs misliep en op een teleurstellende elfde plaats eindigde.
Johnny Jansen mocht aanblijven als hoofdtrainer. Het seizoen 2019/20 eindigde na 25 wedstrijden vanwege de coronacrisis, sc Heerenveen stond op dat moment op plek 10. De start van het seizoen 2020/21 was voortvarend en de ploeg stond in de eerste seizoenshelft lang op een plek die aan het einde van het seizoen recht geeft op deelname aan de play-offs. De tweede seizoenshelft ging echter minder, hoewel de halve finale van de KNVB beker werd bereikt. Daarin verloor het van Ajax (0-3). Uiteindelijk werd het seizoen afgesloten met een twaalfde plek. In de zomer van 2021 bleef Joey Veerman als sterspeler bij de club, maar de verwachtingen konden niet worden waargemaakt. Jansen werd op 24 januari 2022 , na een slechte serie waarin vijf wedstrijden op rij niet gescoord werd en uitschakeling in de KNVB beker door Go Ahead Eagles, ontslagen als hoofdtrainer. Assistent-trainer Ole Tobiasen werd daarop tot het einde van het seizoen aangesteld als interim-hoofdtrainer. Mede door versterkingen die in de winter werden gehaald, zoals Amin Sarr en Sydney van Hooijdonk, eindigde sc Heerenveen op de achtste plek, waarmee deelname aan de play-offs werd afgedwongen. Hierin was AZ over twee wedstrijden te sterk. 
Op 21 maart 2022 werd door de club bekendgemaakt dat Kees van Wonderen in het seizoen 2022/23 de nieuwe hoofdtrainer werd. In zijn eerste seizoen behaalde sc Heerenveen een achtste plaats in de Eredivisie en bereikte de kwartfinale van de KNVB Beker, waar ze werden uitgeschakeld door Feyenoord. In het seizoen 2023/24 werd Heerenveen elfde, en slaagden ze wederom niet in zich te kwalificeren voor Europees voetbal. In maart 2024 werd bekend dat Van Wonderen aan het einde van het seizoen sc Heerenveen zou verlaten.
Op 17 mei 2024 werd Robin van Persie gepresenteerd als nieuwe hoofdtrainer. De Rotterdammer maakte het seizoen niet af en vertrok op 23 februari 2025 naar Feyenoord. Henk Brugge werd als interim-trainer aangesteld. Op 21 maart 2025 contracteerde sc Heerenveen een nieuwe hoofdtrainer. Robin Veldman, die overkwam van het Belgische Club NXT (de jeugdopleiding van Club Brugge), tekende tot de zomer van 2027.

## Erelijst
| Competitie                | Winnaar | Winnaar          | Runner-up | Runner-up        |
| Competitie                | Aantal  | Jaren            | Aantal    | Jaren            |
| ------------------------- | ------- | ---------------- | --------- | ---------------- |
| Nationaal                 |         |                  |           |                  |
| Landskampioenschap        | -       | -                | 3×        | 1947, 1948, 2000 |
| KNVB Beker                | 1×      | 2009             | 2x        | 1993, 1997       |
| Johan Cruijff Schaal      | -       | -                | 1×        | 2009             |
| Eerste Divisie            | -       | -                | 2×        | 1981, 1993       |
| Tweede Divisie            | 1x      | 1970             | -         | -                |
| KNVB Fair Playklassement  | 3×      | 1999, 2011, 2012 | -         | -                |
| KNVB Beker voor amateurs* | 1×      | 1991             | -         | -                |

- *Gewonnen als Heerenveen-2

## Supportsopstand (Feanrevolutie)
Tijdens het seizoen 2012/13 ging het sportief gezien wat minder met de club. Sponsoren en supporters kwamen tegen het bestuur in opstand. De directie onder leiding van Robert Veenstra, de raad van commissarissen en het stichtingsbestuur waren verantwoordelijk voor een vijandige sfeer binnen de club, teruglopende sponsoraantallen en het beschadigen van ereleden van de club.
De twee grootste supportersverenigingen van sc Heerenveen, vrijwilligersgroepen, werknemers en verschillende sponsoren besloten het vertrouwen in de directie op te zeggen en een onderzoek af te dwingen. Deze opstand staat in Heerenveen en omgeving beter bekend als de Feanrevolutie, en werd gekenmerkt door ludieke acties.
Deze opstand leidde tot een extern onderzoek naar de directie, raad van commissarissen, het stichtingsbestuur en het gevoerde beleid van de afgelopen jaren. Ook werd gekeken naar de houding van erevoorzitter Riemer van der Velde. Nog voordat het onderzoek was afgerond zijn Robert Veenstra en de raad van commissarissen opgestapt. Na publicatie van het onderzoek stapte ook het stichtingsbestuur op. De club was hierdoor in principe stuurloos. Een interim-raad van commissarissen stelde daarom Gaston Sporre aan als interim-voorzitter om sc Heerenveen weer op het juiste pad te brengen.
Het rapport dat werd gepubliceerd was vernietigend voor iedereen die de afgelopen jaren op bestuurlijk vlak wat met Heerenveen te betekenen heeft gehad.

## Rivaliteit

### Rivaliteit met SC Cambuur
De grootste rivaal van Heerenveen is SC Cambuur uit Leeuwarden. Een reden voor de rivaliteit is de relatief korte afstand tussen Heerenveen en Leeuwarden. Daarom noemen supporters van Cambuur het DKV (Dertig Kilometer Verderop) om daarmee de clubnaam niet te hoeven noemen. De belangrijkste en tevens meest ingewikkelde oorzaak van de rivaliteit is echter de achtergrond van beide clubs. Velen die er niet bij betrokken zijn kunnen de rivaliteit maar moeilijk begrijpen.
De meeste Heerenveensupporters komen uit dorpen in de hele provincie (en zelfs daarbuiten) en zijn vaak trots op hun Friese identiteit. Met name sinds de jaren 80 heeft de club deze Friese trots ook nadrukkelijk uitgedragen naar de rest van Nederland. De Friese vlag, het Friese volkslied, alle Friese symbolen werden gekoppeld aan de club, waardoor Heerenveen het gezicht van Friesland is geworden. Hierdoor verdween Cambuur langzaam in de schaduw van Heerenveen, en dat leidde ertoe dat Cambuursupporters zich gingen afzetten tegen deze Friese identiteit. Tegenwoordig beschouwen ze zichzelf niet meer als Friezen, maar als Leeuwarders, oftewel mensen van de stad. De supporters van Heerenveen worden spottenderwijs boeren genoemd, aangezien ze veelal in dorpen wonen en bovendien heeft Heerenveen geen stadsrechten.
Door de successen van Heerenveen en de magere prestaties van Cambuur, waaronder bijna een faillissement, werd de rivaliteit een beetje vergeten. Toen Cambuur aan het einde van het seizoen 2012/13 promoveerde, kwam de rivaliteit weer tot leven. Voor de ontmoeting op 29 september 2013 was de wedstrijd 13 jaar lang niet gespeeld, waardoor het voor Cambuur een uitgelezen mogelijkheid was om zichzelf te laten zien. In Heerenveen werd het echter 2–1 voor de thuisploeg. In Leeuwarden won Cambuur wel, met 3-1.
In het seizoen 2020/21 promoveerde Cambuur opnieuw naar de Eredivisie. Op 19 december 2021 vond er daardoor weer een Friese derby plaats in Leeuwarden. Sc Heerenveen won met 1-2 door twee goals van Henk Veerman. In het Abe Lenstra Stadion werd het op 1 mei 2022 gelijk. Na 90 minuten was het 2-2. Mitchel Paulissen dacht SC Cambuur in de derde minuut van de blessuretijd de overwinning te schenken, maar twee minuten later zorgde Joost van Aken nog voor de gelijkmaker: 3-3.

### Rivaliteit met FC Groningen
Een andere rivaal van sc Heerenveen is FC Groningen. De wedstrijden tegen die club, ook wel de Derby van het Noorden genoemd, staan bekend als beladen.

## Organisatie
| Functie                 | Naam                    | Sinds                   |
| Raad van Commissarissen | Raad van Commissarissen | Raad van Commissarissen |
| ----------------------- | ----------------------- | ----------------------- |
| President-Commissaris   | Dennis Gijsman          | 2022                    |
| Commissarissen          | Martin van Dekken       | 2022                    |
| Commissarissen          | Henk Herder             | 2023                    |
| Bestuur en management   |                         |                         |
| Algemeen directeur      | Ferry de Haan           | 2023                    |
| Technisch manager       | Johan Hansma            | 2025                    |
| Financieel manager      | Ruurd de Vries          | 2024                    |
| Commercieel manager     | Martin Koopman          | 2019                    |
| HR-manager              | Suzanne de Vries        | 2022                    |

Laatste update: 28 maart 2025

## Eerste elftal

### Selectie
| Nr.           | Naam                       | Sinds      | Contract   | Vorige club      |
| Doelmannen    | Doelmannen                 | Doelmannen | Doelmannen | Doelmannen       |
| ------------- | -------------------------- | ---------- | ---------- | ---------------- |
| 22            | Bernt Klaverboer           | 2023       | 2027       |                  |
| 31            | Nordin Bakker              | 2025       | 2027       | Almere City FC   |
| 44            | Andries Noppert            | 2022       | 2027       | Go Ahead Eagles  |
| Verdedigers   |                            |            |            |                  |
| 3             | Maas Willemsen             | 2025       | 2029       | De Graafschap    |
| 4             | Sam Kersten                | 2024       | 2027       | PEC Zwolle       |
| 5             | Paweł Bochniewicz          | 2020       | 2026       | Górnik Zabrze    |
| 17            | Nikolai Hopland            | 2024       | 2028       | Aalesunds FK     |
| 19            | Vasilios Zagaritis         | 2025       | 2028       | Almere City FC   |
| 28            | Hristiyan Petrov           | 2025       | 2029       | CSKA Sofia       |
| 32            | Robin Bouw                 | 2025       | 2027       |                  |
| 45            | Oliver Braude              | 2023       | 2027       | Vålerenga IF     |
| Middenvelders |                            |            |            |                  |
| 6             | Joris van Overeem          | 2025       | 2027       | Maccabi Tel Aviv |
| 8             | Luuk Brouwers              | 2024       | 2027       | FC Utrecht       |
| 10            | Ringo Meerveld             | 2025       | 2029       | Willem II        |
| 14            | Levi Smans                 | 2024       | 2028       | VVV-Venlo        |
| 16            | Marcus Linday              | 2025       | 2029       | Västerås SK      |
| 21            | Espen van Ee               | 2024       | 2026       |                  |
| 31            | Kai Jansen                 | 2025       | 2027       |                  |
| 39            | Isaiah Ahmed               | 2023       | 2027       |                  |
| Aanvallers    |                            |            |            |                  |
| 7             | Maxence Rivera             | 2025       | 2028       | USL Dunkerque    |
| 9             | Dylan Vente                | 2025       | 2029       | Hibernian FC     |
| 20            | Jacob Trenskow             | 2024       | 2028       | Kalmar FF        |
| 26            | Amourricho van Axel Dongen | 2025       | huur       | Ajax             |
| 27            | Václav Sejk                | 2025       | huur       | Sparta Praag     |
| 50            | Eser Gürbüz                | 2025       | 2028       |                  |

Laatste update: 18 augustus 2025 

### Staf
| Functie            | Naam                | Sinds | Contract | Vorige club     |
| ------------------ | ------------------- | ----- | -------- | --------------- |
| Hoofdtrainer       | Robin Veldman       | 2025  | 2027     | Club NXT        |
| Assistent-trainers | Henk Brugge         | 2023  | 2027     | Feyenoord –21   |
| Assistent-trainers | Jeroen Schepens     | 2025  | 2027     | Shaktar Donetsk |
| Keeperstrainer     | Agil Etemadi        | 2025  | 2027     | Almere City FC  |
| Videoanalist       | Simon van der Horst | 2025  | 2027     | PEC Zwolle      |

Laatste update: 20 juni 2025

## Overige elftallen

### Beloftenelftal
Het beloftenelftal van sc Heerenveen werd in 1992 kampioen van de Reserve Eredivisie en in 2003, 2007 en 2013 kampioen van de Beloften Eredivisie. In 2007 won het ook de beker, in eigen huis tegen Stormvogels Telstar. De uitslag van de finale was 4-0.
Jong sc Heerenveen nam eerder deel aan de KNVB beker in het seizoen 2003/04. Het won toen in de voorronde in Katwijk met 0-5 van VV Katwijk. In de eerste ronde werden zij echter uitgeschakeld door AZ. Het werd 1-3 in het Abe Lenstra Stadion. Indien Jong sc Heerenveen had gewonnen, zou de volgende wedstrijd tegen het grote sc Heerenveen zijn geweest. Maceo Rigters scoorde het doelpunt tegen AZ.
Omdat het team in 2007 kampioen van de beloftencompetitie werd, mocht het het seizoen daarop mee doen in de landelijke KNVB beker. In de 2e ronde speelde het team thuis tegen PSV en verloor voor ongeveer 13.000 toeschouwers met 0-3. Desondanks ging het toch naar de derde ronde, dankzij een administratieve blunder van PSV. Deze stelde namelijk Manuel da Costa op, terwijl de speler niet speelgerechtigd was.
In de derde ronde speelde Jong sc Heerenveen uit tegen ADO Den Haag. Dit was tevens de eerste officiële wedstrijd in het nieuwe ADO stadion op het Forepark. Hoewel velen er al van uitgingen dat dit een verloren zaak was, was het toch Jong Heerenveen die door bekerde. Dankzij goals van Gonzalo García, Arnar Smárason en Mattes ging Jong Heerenveen met een 1-3 winst weer naar huis.
Terwijl het eerste elftal van Heerenveen er al uit lag speelde Jong Heerenveen op 15 januari uit tegen Quick Boys. Deze wedstrijd eindigde in een 1-1 gelijkspel, waarna strafschoppen volgden. Hierin was Quick Boys de gelukkigste, Jong sc Heerenveen verloor de penalty's met 3 tegen 1.
In het seizoen 2012/13 is het beloften elftal kampioen geworden van de Beloften Eredivisie. De voorsprong op de nummer 2 FC Utrecht bedroeg 16 punten. De topscorer was de Duitser: Mark Uth met 16 doelpunten.
In 2016 won sc Heerenveen de vernieuwde Reservecompetitie. Met 4 competitiedoelpunten en 5 assists was Luka Zahović een belangrijk speler dat seizoen. Als regerend kampioen won sc Heerenveen deze competitie opnieuw in 2017 voor de derde keer in zijn geschiedenis.

#### Erelijst beloften
- Kampioenschap Beloften Eredivisie: 2003, 2007, 2013
- Kampioenschap Reservecompetitie: 1992, 2016, 2017, 2018
- KNVB beker beloften: 2007

## Records en statistieken

### Wedstrijdstatistieken
Alle competities
- Ruimste thuiszege: sc Heerenveen – FC Oss 11–1; KNVB Beker (21 december 2011)
- Ruimste uitzege: Ton Pentre AFC – sc Heerenveen 0–7; Intertoto (2 juli 1995)
- Grootste dubbele uitslag: Helsingborg IF – sc Heerenveen 8–6 (3–5 en 5–1); UEFA Cup 1e Ronde (2007)
- Meeste doelpunten in een seizoen: 88 doelpunten, 2007/08
- Meeste doelpunten in een wedstrijd: Afonso Alves 7 (tevens Nederlands record); sc Heerenveen – Heracles (7 oktober 2007)

Eredivisie
- Ruimste thuiszege: sc Heerenveen – Heracles Almelo 9–0 (7 oktober 2007)
- Ruimste uitzege: Willem II – sc Heerenveen 1–6 (23 februari 2001)
- Grootste thuisnederlaag: sc Heerenveen – PSV 0–8 (25 april 2024)
- Snelste penalty voor: sc Heerenveen – sc Cambuur (19 oktober 2014)
- Grootste nederlaag Az-Heerenveen 9-1 (14 september 2024)

Champions League
- Ruimste thuiszege: sc Heerenveen – Olympiakos Piraeus 1–0 (17 oktober 2000)
- Ruimste uitzege: geen
- Hoogste gelijkspel: Valencia CF – sc Heerenveen 1–1 (7 november 2000)
- Grootste dubbele uitslag: sc Heerenveen – Olympique Lyon 1–5 (2000)

Europacup II
- Ruimste thuiszege: sc Heerenveen – KS Amica Wronki 3–1 (17 september 1998)
- Ruimste uitzege: KS Amica Wronki – sc Heerenveen 0–1 (1 oktober 1998)
- Grootste dubbele uitslag: sc Heerenveen – KS Amica Wronki 4–1 (1998)

UEFA Cup
- Ruimste thuiszege: sc Heerenveen – Maccabi Petach Tikwa 5–0 (30 september 2004), sc Heerenveen – FC Baník Ostrava 5–0 (29 september 2005) en sc Heerenveen – FK Ventspils 5–0 (16 december 2009)
- Ruimste uitzege: Vitória Setúbal – sc Heerenveen 0–3 (14 september 2006)
- Grootste dubbele uitslag: Helsingsborg IF – sc Heerenveen 8–6 (2007)

Intertoto Cup
- Ruimste thuiszege: sc Heerenveen – Aalborg BK 8–2 (19 juli 1997)
- Ruimste uitzege: Ton Pentre AFC – sc Heerenveen 0–7 (2 juli 1995)
- Grootste dubbele uitslag: FHK Liepajas Metalurgs – sc Heerenveen 4–8 (2001)

### Meeste officiële wedstrijden na 1954 (betaald voetbal)
| Teun Kist       | Aanvaller    | 340 |
| Wiebe de Jong   | –            | 314 |
| Maarten de Jong | Middenvelder | 311 |
| Jan Schulting   | –            | 301 |
| Eddy Bosman     | Middenvelder | 300 |
| Hiddo Reijs     | Doelman      | 283 |
| Hans Zwart      | –            | 269 |
| Hans Vonk       | Doelman      | 267 |
| Jan de Visser   | Middenvelder | 265 |
| Aldo Swager     | Doelman      | 262 |

### Meeste doelpunten Eredivisie
| Alfreð Finnbogason  | Aanvaller    | 53 |
| Gerald Sibon        | Aanvaller    | 47 |
| Bas Dost            | Aanvaller    | 45 |
| Afonso Alves        | Aanvaller    | 45 |
| Jeffrey Talan       | Aanvaller    | 41 |
| Henk Veerman        | Aanvaller    | 38 |
| Jon Dahl Tomasson   | Aanvaller    | 37 |
| Anthony Lurling     | Aanvaller    | 36 |
| Klaas-Jan Huntelaar | Aanvaller    | 33 |
| Danijel Pranjić     | Middenvelder | 32 |

## Overzichtslijsten

### Eindklasseringen
- 1955 11e
Eerste klasse (prof) B
- 1956 13e
Eerste klasse (prof) A
- 1957 8e
Tweede divisie A
- 1958 10e
Tweede divisie B
- 1959 11e
Tweede divisie B
- 1960 3e
Tweede divisie B
- 1961 7e
Eerste divisie B
- 1962 11e
Eerste divisie B
- 1963 12e
Tweede divisie A
- 1964 4e
Tweede divisie A
- 1965 9e
Tweede divisie A
- 1966 9e
Tweede divisie A
- 1967 19e
Tweede divisie
- 1968 15e
Tweede divisie
- 1969 9e
Tweede divisie
- 1970 1e
Tweede divisie
- 1971 9e
Eerste divisie
- 1972 3e
Eerste divisie
- 1973 10e
Eerste divisie
- 1974 3e
Eerste divisie
- 1975 7e
Eerste divisie
- 1976 13e
Eerste divisie
- 1977 13e
Eerste divisie
- 1978 11e
Eerste divisie
- 1979 11e
Eerste divisie
- 1980 11e
Eerste divisie
- 1981 2e
Eerste divisie
- 1982 6e
Eerste divisie
- 1983 8e
Eerste divisie
- 1984 13e
Eerste divisie
- 1985 6e
Eerste divisie
- 1986 17e
Eerste divisie
- 1987 12e
Eerste divisie
- 1988 10e
Eerste divisie
- 1989 6e
Eerste divisie
- 1990 16e
Eerste divisie
- 1991 17e
Eredivisie
- 1992 3e
Eerste divisie
- 1993 2e
Eerste divisie
- 1994 13e
Eredivisie
- 1995 9e
Eredivisie
- 1996 7e
Eredivisie
- 1997 7e
Eredivisie
- 1998 6e
Eredivisie
- 1999 7e
Eredivisie
- 2000 2e
Eredivisie
- 2001 10e
Eredivisie
- 2002 4e
Eredivisie
- 2003 7e
Eredivisie
- 2004 4e
Eredivisie
- 2005 5e
Eredivisie
- 2006 7e (6e)
Eredivisie
- 2007 5e
Eredivisie
- 2008 5e (4e)
Eredivisie
- 2009 5e
Eredivisie
- 2010 11e
Eredivisie
- 2011 12e
Eredivisie
- 2012 5e
Eredivisie
- 2013 8e
Eredivisie
- 2014 5e (7e)
Eredivisie
- 2015 7e (5e)
Eredivisie
- 2016 12e
Eredivisie
- 2017 9e
Eredivisie
- 2018 8e
Eredivisie
- 2019 11e
Eredivisie
- 2020 10e
Eredivisie
- 2021 12e
Eredivisie
- 2022 8e
Eredivisie
- 2023 8e
Eredivisie
- 2024 11e
Eredivisie
- 2025 9e
Eredivisie

In elke staaf van de grafiek staat van boven naar beneden vermeld: 
- Eindnotering

Dit is de positie die de club heeft bereikt in de competitie, zonder eventuele beslissings-, play-off- of nacompetitiewedstrijden die nodig zijn geweest om bijvoorbeeld de kampioen van de competitie te bepalen.
Indien een * achter het getal staat is de notering een tussenstand en kan het zijn dat de notering niet overeenkomt met de uiteindelijke eindstand van de competitie.
Staat er een - dan is het seizoen nog bezig en is er geen definitieve uitslag bekend.
Staat er xx op de positie van de notering, dan heeft de club vroegtijdig de competitie verlaten. Dit kan onder andere komen door terugtrekking van het team, faillissement van de club of door een uitgedeelde straf van de KNVB. In veel gevallen staat elders in het artikel de reden vermeld.
Staat er een ? dan is het resultaat uit het verleden onbekend, en is alleen de competitie of het niveau bekend van dat seizoen.
In de seizoenen 2019/20 en 2020/21 werd wegens de coronacrisis het amateurvoetbal afgebroken. Daardoor kennen deze staven geen eindklassering (middels -- weergegeven).
- Competitieniveau en afdelingsletter of Officiële eindstand Eredivisie
  - Competitieniveau en afdelingsletter

Hierbij geeft het getal het niveau weer, dat ook terug te vinden is in de legenda. De letter is de afdelingsaanduiding en wordt gebruikt wanneer er meer afdelingen zijn op hetzelfde niveau. De afdelingsletter is altijd een hoofdletter en wordt meestal zonder nummer gebruikt.
Voorbeeld: 2F is niveau 2e klasse competitie F.
Het competitieniveau en nummer wordt niet vermeld wanneer er slechts één competitie van dit niveau was.
  - Officiële eindstand Eredivisie (getal staat tussen haakjes vermeld)

Sinds de introductie van play-offwedstrijden voor Europees voetbal na afloop van de reguliere competitie in 2005/06, is de KNVB verplicht een eindstand van de Eredivisie door te geven aan de UEFA aan de hand van deze play-offwedstrijden.
Bij deze eindstand staan clubs die zich hebben gekwalificeerd voor Europees voetbal hoger dan clubs die zich niet wisten te kwalificeren. Indien er geen verschil was tussen de eindnotering en de officiële eindstand, staat dit getal niet vermeld.

- Onderafdeling

Hier staat afgekort de naam van de onderafdeling indien de club in dat jaar in een onderafdeling uitkwam. Tevens staat deze afkorting in de legenda en wordt gelinkt naar het artikel over deze onderafdeling. Deze afkorting wordt alleen vermeld wanneer de club in het verleden in verschillende onderafdelingen heeft gespeeld. Deze vermelding is in de staaf altijd in kleine letters. Deze onderafdelingen zijn na het seizoen 1995/96 afgeschaft. Heeft de club in slechts één onderafdeling gespeeld, dan is dit alleen terug te vinden in de legenda.
Onder de staaf staat het jaartal vermeld waarin het seizoen is afgesloten. 15 verwijst naar het seizoen 2014/15 of eventueel het seizoen 1914/15.
Wanneer een staaf leeg is, zijn deze gegevens niet bekend. Het kan ook zijn dat de club dat seizoen niet heeft meegespeeld op het hogere amateurniveau, vroegtijdig de competitie heeft verlaten of uit de competitie is gezet.

In het seizoen 1944/45 was er wegens de Tweede Wereldoorlog geen regulier competitievoetbal.
- Eredivisie
- Eerste klasse (prof)
- Eerste divisie
- Tweede divisie

- 1954–1977: VV Heerenveen
- 1977–heden: sc Heerenveen

- 1960: Promotie (als winnaar Promotiewedstrijd). VV Heerenveen mocht als nummer 3 van de Tweede Divisie B een Promotiewedstrijd spelen tegen Roda Sport (nummer 3 van de Tweede Divisie A).
- 1990: Promotie (als winnaar Nacompetitie). Sc Heerenveen mocht als 1e Periode kampioen van de Eerste Divisie de Nacompetitie (Groep A) spelen tegen Go Ahead Eagles en NAC Breda.

### Seizoensoverzichten
| Resultaten van sc Heerenveen sinds de toetreding in het betaald voetbal in 1954 | Resultaten van sc Heerenveen sinds de toetreding in het betaald voetbal in 1954 | Resultaten van sc Heerenveen sinds de toetreding in het betaald voetbal in 1954 | Resultaten van sc Heerenveen sinds de toetreding in het betaald voetbal in 1954 | Resultaten van sc Heerenveen sinds de toetreding in het betaald voetbal in 1954 | Resultaten van sc Heerenveen sinds de toetreding in het betaald voetbal in 1954 | Resultaten van sc Heerenveen sinds de toetreding in het betaald voetbal in 1954 | Resultaten van sc Heerenveen sinds de toetreding in het betaald voetbal in 1954 | Resultaten van sc Heerenveen sinds de toetreding in het betaald voetbal in 1954 | Resultaten van sc Heerenveen sinds de toetreding in het betaald voetbal in 1954 | Resultaten van sc Heerenveen sinds de toetreding in het betaald voetbal in 1954      | Resultaten van sc Heerenveen sinds de toetreding in het betaald voetbal in 1954 | Resultaten van sc Heerenveen sinds de toetreding in het betaald voetbal in 1954 |
| Seizoen                                                                         | Competitie                                                                      | Competitie                                                                      | Competitie                                                                      | Competitie                                                                      | Competitie                                                                      | Competitie                                                                      | Competitie                                                                      | Competitie                                                                      | Competitie                                                                      | Kwalificatie                                                                         | KNVB beker                                                                      | Bijzonderheid |
| Seizoen                                                                         | Divisie                                                                         | GW                                                                              | W                                                                               | G                                                                               | V                                                                               | PNT                                                                             | DV                                                                              | DT                                                                              | POS                                                                             | Kwalificatie                                                                         | KNVB beker                                                                      | Bijzonderheid |
| ------------------------------------------------------------------------------- | ------------------------------------------------------------------------------- | ------------------------------------------------------------------------------- | ------------------------------------------------------------------------------- | ------------------------------------------------------------------------------- | ------------------------------------------------------------------------------- | ------------------------------------------------------------------------------- | ------------------------------------------------------------------------------- | ------------------------------------------------------------------------------- | ------------------------------------------------------------------------------- | ------------------------------------------------------------------------------------ | ------------------------------------------------------------------------------- | --- |
| 1954/55                                                                         | Eerste klasse A                                                                 | 9                                                                               | 5                                                                               | 5                                                                               | 2                                                                               | 15                                                                              | 22                                                                              | 13                                                                              | 3e                                                                              | –                                                                                    | Geen bekertoernooi                                                              | Heerenveen treedt toe tot het betaald voetbal treedt toe tot het betaald voetbal De competitie werd na de fusie van de KNVB en de NBVB niet afgemaakt. Alle teams werden opnieuw ingedeeld. |
| 1954/55                                                                         | Eerste klasse B                                                                 | 26                                                                              | 9                                                                               | 5                                                                               | 12                                                                              | 23                                                                              | 56                                                                              | 68                                                                              | 11e                                                                             | Eerste klasse                                                                        | Geen bekertoernooi                                                              | Heerenveen treedt toe tot het betaald voetbal treedt toe tot het betaald voetbal De competitie werd na de fusie van de KNVB en de NBVB niet afgemaakt. Alle teams werden opnieuw ingedeeld. |
| 1955/56                                                                         | Eerste klasse A                                                                 | 26                                                                              | 4                                                                               | 7                                                                               | 15                                                                              | 15                                                                              | 39                                                                              | 64                                                                              | 13e                                                                             | Tweede divisie                                                                       | Geen bekertoernooi                                                              | |
| 1956/57                                                                         | Tweede divisie A                                                                | 28                                                                              | 9                                                                               | 9                                                                               | 20                                                                              | 27                                                                              | 56                                                                              | 64                                                                              | 8e                                                                              | –                                                                                    | 2e ronde                                                                        | – |
| 1957/58                                                                         | Tweede divisie B                                                                | 28                                                                              | 10                                                                              | 4                                                                               | 14                                                                              | 24                                                                              | 45                                                                              | 60                                                                              | 10e                                                                             | –                                                                                    | 3e ronde                                                                        | – |
| 1958/59                                                                         | Tweede divisie B                                                                | 26                                                                              | 7                                                                               | 8                                                                               | 11                                                                              | 22                                                                              | 27                                                                              | 54                                                                              | 11e                                                                             | –                                                                                    | 4e ronde                                                                        | – |
| 1959/60                                                                         | Tweede divisie B                                                                | 24                                                                              | 12                                                                              | 4                                                                               | 8                                                                               | 28                                                                              | 48                                                                              | 29                                                                              | 3e                                                                              | Nacompetitie                                                                         | Geen bekertoernooi                                                              | Promotiewedstrijden tegen Roda Sport (4–0 & 0–0) |
| 1960/61                                                                         | Eerste divisie B                                                                | 34                                                                              | 14                                                                              | 5                                                                               | 15                                                                              | 33                                                                              | 70                                                                              | 47                                                                              | 7e                                                                              | –                                                                                    | 1e ronde                                                                        | – |
| 1961/62                                                                         | Eerste divisie B                                                                | 34                                                                              | 10                                                                              | 11                                                                              | 13                                                                              | 31                                                                              | 46                                                                              | 52                                                                              | 11e                                                                             | –                                                                                    | 3e ronde                                                                        | – |
| 1962/63                                                                         | Tweede divisie A                                                                | 32                                                                              | 10                                                                              | 8                                                                               | 14                                                                              | 28                                                                              | 48                                                                              | 60                                                                              | 12e                                                                             | –                                                                                    | 1e ronde                                                                        | – |
| 1963/64                                                                         | Tweede divisie A                                                                | 30                                                                              | 15                                                                              | 7                                                                               | 8                                                                               | 37                                                                              | 53                                                                              | 39                                                                              | 4e                                                                              | –                                                                                    | 1e ronde                                                                        | – |
| 1964/65                                                                         | Tweede divisie A                                                                | 30                                                                              | 10                                                                              | 10                                                                              | 10                                                                              | 30                                                                              | 35                                                                              | 39                                                                              | 9e                                                                              | –                                                                                    | 2e ronde                                                                        | – |
| 1965/66                                                                         | Tweede divisie A                                                                | 28                                                                              | 9                                                                               | 6                                                                               | 13                                                                              | 24                                                                              | 43                                                                              | 58                                                                              | 9e                                                                              | –                                                                                    | Groepsfase                                                                      | – |
| 1966/67                                                                         | Tweede divisie                                                                  | 44                                                                              | 12                                                                              | 7                                                                               | 25                                                                              | 31                                                                              | 47                                                                              | 92                                                                              | 19e                                                                             | –                                                                                    | Geen deelname                                                                   | – |
| 1967/68                                                                         | Tweede divisie                                                                  | 38                                                                              | 10                                                                              | 13                                                                              | 15                                                                              | 33                                                                              | 63                                                                              | 60                                                                              | 15e                                                                             | –                                                                                    | Groepsfase                                                                      | – |
| 1968/69                                                                         | Tweede divisie                                                                  | 34                                                                              | 12                                                                              | 10                                                                              | 12                                                                              | 34                                                                              | 46                                                                              | 38                                                                              | 9e                                                                              | –                                                                                    | 3e ronde                                                                        | – |
| 1969/70                                                                         | Tweede divisie                                                                  | 32                                                                              | 19                                                                              | 8                                                                               | 5                                                                               | 46                                                                              | 60                                                                              | 26                                                                              | 1e                                                                              | –                                                                                    | 1e ronde                                                                        | – |
| 1970/71                                                                         | Eerste divisie                                                                  | 30                                                                              | 7                                                                               | 14                                                                              | 9                                                                               | 36                                                                              | 37                                                                              | 28                                                                              | 9e                                                                              | –                                                                                    | 1e ronde                                                                        | – |
| 1971/72                                                                         | Eerste divisie                                                                  | 40                                                                              | 19                                                                              | 13                                                                              | 8                                                                               | 51                                                                              | 53                                                                              | 33                                                                              | 3e                                                                              | –                                                                                    | 1e ronde                                                                        | – |
| 1972/73                                                                         | Eerste divisie                                                                  | 38                                                                              | 14                                                                              | 13                                                                              | 11                                                                              | 41                                                                              | 44                                                                              | 43                                                                              | 10e                                                                             | –                                                                                    | 2e ronde                                                                        | – |
| 1973/74                                                                         | Eerste divisie                                                                  | 38                                                                              | 18                                                                              | 11                                                                              | 9                                                                               | 47                                                                              | 53                                                                              | 30                                                                              | 3e                                                                              | –                                                                                    | 2e ronde                                                                        | – |
| 1974/75                                                                         | Eerste divisie                                                                  | 36                                                                              | 17                                                                              | 8                                                                               | 11                                                                              | 42                                                                              | 47                                                                              | 34                                                                              | 7e                                                                              | –                                                                                    | 1e ronde                                                                        | – |
| 1975/76                                                                         | Eerste divisie                                                                  | 36                                                                              | 12                                                                              | 8                                                                               | 16                                                                              | 32                                                                              | 39                                                                              | 49                                                                              | 13e                                                                             | –                                                                                    | 1e ronde                                                                        | – |
| 1976/77                                                                         | Eerste divisie                                                                  | 36                                                                              | 10                                                                              | 10                                                                              | 16                                                                              | 30                                                                              | 36                                                                              | 51                                                                              | 13e                                                                             | –                                                                                    | 2e ronde                                                                        | – |
| 1977/78                                                                         | Eerste divisie                                                                  | 36                                                                              | 12                                                                              | 12                                                                              | 12                                                                              | 36                                                                              | 40                                                                              | 43                                                                              | 11e                                                                             | –                                                                                    | 1e ronde                                                                        | Naamsverandering naar sc Heerenveen |
| 1978/79                                                                         | Eerste divisie                                                                  | 36                                                                              | 10                                                                              | 13                                                                              | 13                                                                              | 33                                                                              | 34                                                                              | 47                                                                              | 11e                                                                             | –                                                                                    | 2e ronde                                                                        | – |
| 1979/80                                                                         | Eerste divisie                                                                  | 36                                                                              | 13                                                                              | 10                                                                              | 13                                                                              | 36                                                                              | 42                                                                              | 52                                                                              | 11e                                                                             | –                                                                                    | 2e ronde                                                                        | – |
| 1980/81                                                                         | Eerste divisie                                                                  | 36                                                                              | 18                                                                              | 10                                                                              | 8                                                                               | 46                                                                              | 68                                                                              | 41                                                                              | 2e                                                                              | Nacompetitie                                                                         | 2e ronde                                                                        | Promotiewedstrijden tegen FC Den Bosch '67 (1–1 & 1–4), DS '79 (5–1 & 1–1) en De Graafschap (1–0 & 0–0)                                                                                     |
| 1981/82                                                                         | Eerste divisie                                                                  | 34                                                                              | 17                                                                              | 7                                                                               | 10                                                                              | 41                                                                              | 61                                                                              | 43                                                                              | 6e                                                                              | Nacompetitie                                                                         | 2e ronde                                                                        | Promotiewedstrijden tegen Excelsior (0–1 & 0–4), Telstar (1–0 & 1–0) en FC VVV (1–0 & 2–1)                                                                                                  |
| 1982/83                                                                         | Eerste divisie                                                                  | 30                                                                              | 9                                                                               | 12                                                                              | 9                                                                               | 30                                                                              | 46                                                                              | 50                                                                              | 8e                                                                              | –                                                                                    | 2e ronde                                                                        | – |
| 1983/84                                                                         | Eerste divisie                                                                  | 32                                                                              | 8                                                                               | 9                                                                               | 15                                                                              | 25                                                                              | 46                                                                              | 63                                                                              | 13e                                                                             | –                                                                                    | 1e ronde                                                                        | – |
| 1984/85                                                                         | Eerste divisie                                                                  | 34                                                                              | 15                                                                              | 9                                                                               | 10                                                                              | 39                                                                              | 47                                                                              | 40                                                                              | 6e                                                                              | –                                                                                    | 2e ronde                                                                        | – |
| 1985/86                                                                         | Eerste divisie                                                                  | 36                                                                              | 8                                                                               | 11                                                                              | 17                                                                              | 27                                                                              | 50                                                                              | 66                                                                              | 17e                                                                             | –                                                                                    | 2e ronde                                                                        | – |
| 1986/87                                                                         | Eerste divisie                                                                  | 36                                                                              | 11                                                                              | 13                                                                              | 12                                                                              | 35                                                                              | 45                                                                              | 53                                                                              | 12e                                                                             | –                                                                                    | 1e ronde                                                                        | – |
| 1987/88                                                                         | Eerste divisie                                                                  | 36                                                                              | 14                                                                              | 6                                                                               | 16                                                                              | 34                                                                              | 59                                                                              | 52                                                                              | 10e                                                                             | –                                                                                    | 1e ronde                                                                        | – |
| 1988/89                                                                         | Eerste divisie                                                                  | 36                                                                              | 20                                                                              | 6                                                                               | 10                                                                              | 46                                                                              | 72                                                                              | 47                                                                              | 6e                                                                              | Nacompetitie                                                                         | 3e ronde                                                                        | Promotiewedstrijden tegen Excelsior (2–0 & 0–0), Go Ahead Eagles (4–0 & 4–2) en N.E.C. (1–1 & 1–2)                                                                                          |
| 1989/90                                                                         | Eerste divisie                                                                  | 36                                                                              | 12                                                                              | 8                                                                               | 16                                                                              | 32                                                                              | 49                                                                              | 53                                                                              | 16e                                                                             | Nacompetitie                                                                         | 2e ronde                                                                        | Promotiewedstrijden tegen Go Ahead Eagles (2–0 & 2–3), NAC (2–3 & 1–0) en FC Emmen (0–1 & 2–0)                                                                                              |
| 1990/91                                                                         | Eredivisie                                                                      | 34                                                                              | 9                                                                               | 6                                                                               | 19                                                                              | 24                                                                              | 41                                                                              | 63                                                                              | 17e                                                                             | Rechtstreekse degradatie                                                             | 1e ronde                                                                        | – |
| 1991/92                                                                         | Eerste divisie                                                                  | 38                                                                              | 19                                                                              | 7                                                                               | 12                                                                              | 45                                                                              | 79                                                                              | 50                                                                              | 3e                                                                              | –                                                                                    | 3e ronde                                                                        | – |
| 1992/93                                                                         | Eerste divisie                                                                  | 34                                                                              | 19                                                                              | 10                                                                              | 5                                                                               | 48                                                                              | 85                                                                              | 48                                                                              | 2e                                                                              | Nacompetitie                                                                         | Finalist                                                                        | Promotiewedstrijden tegen Fortuna Sittard (2–0 & 0–2) en N.E.C. (3–1 & 2–1) |
| 1993/94                                                                         | Eredivisie                                                                      | 34                                                                              | 9                                                                               | 10                                                                              | 15                                                                              | 28                                                                              | 35                                                                              | 61                                                                              | 13e                                                                             | –                                                                                    | 3e ronde                                                                        | – |
| 1994/95                                                                         | Eredivisie                                                                      | 34                                                                              | 12                                                                              | 6                                                                               | 16                                                                              | 30                                                                              | 47                                                                              | 60                                                                              | 9e                                                                              | UEFA Intertoto Cup                                                                   | Halve finale                                                                    | – |
| 1995/96                                                                         | Eredivisie                                                                      | 34                                                                              | 14                                                                              | 11                                                                              | 9                                                                               | 53                                                                              | 66                                                                              | 68                                                                              | 7e                                                                              | UEFA Intertoto Cup                                                                   | 2e ronde                                                                        | – |
| 1996/97                                                                         | Eredivisie                                                                      | 34                                                                              | 13                                                                              | 11                                                                              | 10                                                                              | 50                                                                              | 58                                                                              | 47                                                                              | 7e                                                                              | UEFA Intertoto Cup                                                                   | Finalist                                                                        | – |
| 1997/98                                                                         | Eredivisie                                                                      | 34                                                                              | 16                                                                              | 7                                                                               | 11                                                                              | 55                                                                              | 56                                                                              | 59                                                                              | 6e                                                                              | Europacup II                                                                         | Halve finale                                                                    | – |
| 1998/99                                                                         | Eredivisie                                                                      | 34                                                                              | 14                                                                              | 12                                                                              | 8                                                                               | 54                                                                              | 53                                                                              | 41                                                                              | 7e                                                                              | UEFA Intertoto Cup                                                                   | 2e ronde                                                                        | – |
| 1999/00                                                                         | Eredivisie                                                                      | 34                                                                              | 21                                                                              | 5                                                                               | 8                                                                               | 68                                                                              | 65                                                                              | 36                                                                              | 2e                                                                              | UEFA Champions League                                                                | 3e ronde                                                                        | – |
| 2000/01                                                                         | Eredivisie                                                                      | 34                                                                              | 11                                                                              | 14                                                                              | 9                                                                               | 47                                                                              | 51                                                                              | 42                                                                              | 10e                                                                             | UEFA Intertoto Cup                                                                   | Halve finale                                                                    | – |
| 2001/02                                                                         | Eredivisie                                                                      | 34                                                                              | 17                                                                              | 9                                                                               | 8                                                                               | 60                                                                              | 57                                                                              | 27                                                                              | 4e                                                                              | UEFA Cup                                                                             | Kwartfinale                                                                     | – |
| 2002/03                                                                         | Eredivisie                                                                      | 34                                                                              | 13                                                                              | 8                                                                               | 13                                                                              | 47                                                                              | 61                                                                              | 55                                                                              | 7e                                                                              | UEFA Intertoto Cup                                                                   | Kwartfinale                                                                     | – |
| 2003/04                                                                         | Eredivisie                                                                      | 34                                                                              | 17                                                                              | 7                                                                               | 10                                                                              | 58                                                                              | 45                                                                              | 35                                                                              | 4e                                                                              | UEFA Cup                                                                             | Achtste finale                                                                  | – |
| 2004/05                                                                         | Eredivisie                                                                      | 34                                                                              | 18                                                                              | 6                                                                               | 10                                                                              | 60                                                                              | 64                                                                              | 52                                                                              | 5e                                                                              | UEFA Cup                                                                             | Achtste finale                                                                  | – |
| 2005/06                                                                         | Eredivisie                                                                      | 34                                                                              | 14                                                                              | 8                                                                               | 12                                                                              | 50                                                                              | 63                                                                              | 58                                                                              | 7e                                                                              | Play-offs om UEFA Cup UEFA Cup                                                       | Kwartfinale                                                                     | Wedstrijden tegen Roda JC (0–0 & 1–0) en FC Twente (1–0 & 5–0) |
| 2006/07                                                                         | Eredivisie                                                                      | 34                                                                              | 16                                                                              | 7                                                                               | 11                                                                              | 55                                                                              | 60                                                                              | 43                                                                              | 5e                                                                              | Play-offs voor de voorronde Champions League                                         | 2e ronde                                                                        | Wedstrijden tegen Ajax (1–0 & 0–4) |
| 2007/08                                                                         | Eredivisie                                                                      | 34                                                                              | 18                                                                              | 6                                                                               | 10                                                                              | 60                                                                              | 88                                                                              | 48                                                                              | 5e                                                                              | Play-offs voor de voorronde Champions League Play-offs om UEFA Cup/Intertoto-voetbal | Achtste finale                                                                  | Wedstrijden tegen Ajax (1–2 & 1–3) en NAC Breda (2–0 & 2–2) |
| 2008/09                                                                         | Eredivisie                                                                      | 34                                                                              | 17                                                                              | 9                                                                               | 8                                                                               | 60                                                                              | 66                                                                              | 57                                                                              | 5e                                                                              | UEFA Europa League                                                                   | Winnaar                                                                         | – |
| 2009/10                                                                         | Eredivisie                                                                      | 34                                                                              | 11                                                                              | 4                                                                               | 9                                                                               | 37                                                                              | 44                                                                              | 64                                                                              | 11e                                                                             | –                                                                                    | Achtste finale                                                                  | – |
| 2010/11                                                                         | Eredivisie                                                                      | 34                                                                              | 10                                                                              | 11                                                                              | 13                                                                              | 41                                                                              | 60                                                                              | 54                                                                              | 12e                                                                             | –                                                                                    | 4e ronde                                                                        | – |
| 2011/12                                                                         | Eredivisie                                                                      | 34                                                                              | 18                                                                              | 10                                                                              | 6                                                                               | 64                                                                              | 79                                                                              | 59                                                                              | 5e                                                                              | UEFA Europa League                                                                   | Halve finale                                                                    | – |
| 2012/13                                                                         | Eredivisie                                                                      | 34                                                                              | 11                                                                              | 9                                                                               | 14                                                                              | 42                                                                              | 50                                                                              | 63                                                                              | 8e                                                                              | Play-offs voor de UEFA Europa League                                                 | Achtste finale                                                                  | Wedstrijden tegen FC Utrecht (0–1 & 1–2) |
| 2013/14                                                                         | Eredivisie                                                                      | 34                                                                              | 16                                                                              | 9                                                                               | 9                                                                               | 57                                                                              | 72                                                                              | 51                                                                              | 5e                                                                              | Play-offs voor de UEFA Europa League                                                 | Achtste finale                                                                  | Wedstrijden tegen AZ (0–3 & 1–0) |
| 2014/15                                                                         | Eredivisie                                                                      | 34                                                                              | 13                                                                              | 11                                                                              | 10                                                                              | 50                                                                              | 53                                                                              | 46                                                                              | 7e                                                                              | Play-offs voor de UEFA Europa League                                                 | 2e ronde                                                                        | Wedstrijden tegen Feyenoord (1–0 & 2–2) en Vitesse (2–2 & 2–5) |
| 2015/16                                                                         | Eredivisie                                                                      | 34                                                                              | 11                                                                              | 9                                                                               | 14                                                                              | 42                                                                              | 46                                                                              | 61                                                                              | 12e                                                                             | –                                                                                    | Achtste finale                                                                  | – |
| 2016/17                                                                         | Eredivisie                                                                      | 34                                                                              | 12                                                                              | 7                                                                               | 15                                                                              | 43                                                                              | 54                                                                              | 53                                                                              | 9e                                                                              | Play-offs voor de UEFA Europa League                                                 | Kwartfinale                                                                     | Wedstrijden tegen FC Utrecht (1–3 & 1–2) |
| 2017/18                                                                         | Eredivisie                                                                      | 34                                                                              | 12                                                                              | 10                                                                              | 12                                                                              | 46                                                                              | 48                                                                              | 53                                                                              | 8e                                                                              | Play-offs voor de UEFA Europa League                                                 | 2e ronde                                                                        | Wedstrijden tegen FC Utrecht (4–3 & 1–2) |
| 2018/19                                                                         | Eredivisie                                                                      | 34                                                                              | 10                                                                              | 11                                                                              | 13                                                                              | 41                                                                              | 64                                                                              | 73                                                                              | 11e                                                                             | –                                                                                    | Kwartfinale                                                                     | – |
| 2019/20                                                                         | Eredivisie                                                                      | 26                                                                              | 8                                                                               | 9                                                                               | 9                                                                               | 33                                                                              | 41                                                                              | 41                                                                              | 10e                                                                             | –                                                                                    | Kwartfinale                                                                     | Door de coronacrisis is competitie niet afgemaakt. De tussenstand na 29 speelrondes werd de eindstand                                                                                       |
| 2020/21                                                                         | Eredivisie                                                                      | 34                                                                              | 9                                                                               | 12                                                                              | 13                                                                              | 39                                                                              | 43                                                                              | 49                                                                              | 12e                                                                             | –                                                                                    | Halve finale                                                                    | – |
| 2021/22                                                                         | Eredivisie                                                                      | 34                                                                              | 11                                                                              | 8                                                                               | 15                                                                              | 41                                                                              | 37                                                                              | 50                                                                              | 8e                                                                              | Play-offs voor de UEFA Conference League                                             | Achtste finale                                                                  | Wedstrijden tegen AZ (3–2 & 0–2) |
| 2022/23                                                                         | Eredivisie                                                                      | 34                                                                              | 12                                                                              | 10                                                                              | 12                                                                              | 46                                                                              | 44                                                                              | 50                                                                              | 8e                                                                              | Play-offs voor de UEFA Conference League                                             | Kwartfinale                                                                     | Wedstrijden tegen FC Twente (1–2 & 0–4) |
| 2023/24                                                                         | Eredivisie                                                                      | 34                                                                              | 10                                                                              | 7                                                                               | 17                                                                              | 37                                                                              | 53                                                                              | 70                                                                              | 11e                                                                             | –                                                                                    | 2e ronde                                                                        | – |
| 2024/25                                                                         | Eredivisie                                                                      | 34                                                                              | 12                                                                              | 7                                                                               | 15                                                                              | 43                                                                              | 42                                                                              | 57                                                                              | 9e                                                                              | Play-offs voor de UEFA Conference League                                             | Achtste finale                                                                  | Wedstrijd tegen AZ (1–4) |

### Toeschouwersaantallen
Het hoogste toeschouwersaantal is 27.224, tevens de maximale capaciteit van het Abe Lenstra Stadion. Na de coronaperiode heeft sc Heerenveen door een toename aan seizoenkaarthouders, verbeterde stadionbeleving, sterke thuisprestaties en een groei aan losse kaartverkoop te maken met een bijna tot volledige frequent uitverkochte wedstrijden. Sinds de betrekking van het huidige Abe Lenstra stadion in 1994 is het stadion meerdere keren uitgebreid en zijn de gemiddelde toeschouwersaantallen verdubbeld. Tijdens het seizoen 2024/25 maakte de club bekend dat het vanaf het seizoen 2025/26 het sta-vak wil uitbreiden. 
| 12.724 |

| 13.274 |

| 13.279 |

| 13.608 |

| 13.760 |

| 13.798 |

| 14.188 |

| 14.242 |

| 14.259 |

| 14.678 |

| 18.536 |

| 20.571 |

| 25.506 |

| 25.182 |

| 25.659 |

| 25.691 |

| 25.794 |

| 25.241 |

| 24.732 |

| 23.105 |

| 24.333 |

| 23.464 |

| 22.127 |

| 20.754 |

| 18.743 |

| 18.018 |

| 735 |

| 13.125 |

| 21.024 |

| 21.623 |

| 22.908 |

### Europa
Sc Heerenveen speelt sinds 1995 in diverse Europese competities. Hieronder staan de competities en in welke seizoenen de club deelnam:
| Bekertoernooi         | Deelname in seizoenen:                               |
| --------------------- | ---------------------------------------------------- |
| Champions League (1x) | 2000/01                                              |
| Europa League (2x)    | 2009/10, 2012/13                                     |
| Europacup II (1x)     | 1998/99                                              |
| UEFA Cup (6x)         | 2002/03, 2004/05, 2005/06, 2006/07, 2007/08, 2008/09 |
| Intertoto Cup (6x)    | 1995, 1996, 1997, 1999, 2001, 2003                   |

### Bekende en prominente (oud-)spelers

#### Internationals
Hieronder de spelers die tijdens hun contractperiode bij de club uitkwamen voor het Nederlands elftal.
| Speler           | AW | Periode   |
| ---------------- | -- | --------- |
| Abe Lenstra      | 31 | 1940–1955 |
| Gerben Hofma     | 02 | 1950      |
| Jeffrey Talan    | 08 | 1998–2000 |
| Uğur Yıldırım    | 01 | 2005      |
| Roy Beerens      | 01 | 2010      |
| Luciano Narsingh | 02 | 2012      |
| Stijn Schaars    | 01 | 2016      |
| Andries Noppert  | 05 | 2022      |

### Topscorers
- 1935/36:  Bob Krikke (11)
- 1936/37:  Abe Lenstra (20)
- 1936/37:  Abe Lenstra (20)
- 1937/38:  Abe Lenstra (13)
- 1938/39:  Abe Lenstra (25)
- 1939/40:  Abe Lenstra (21)
- 1940/41:  Abe Lenstra (20)
- 1941/42:  Abe Lenstra (31)
- 1942/43:  Abe Lenstra (27)
- 1943/44:  Abe Lenstra (19)
0000000  Broer de Boer (19)
- 1944/45: Geen competitie
- 1945/46:  Abe Lenstra (18)
- 1946/47:  Abe Lenstra (30)
- 1947/48:  Abe Lenstra (29)
- 1948/49:  Abe Lenstra (21)
0000000  Marten Brandsma (21)
- 1949/50:  Abe Lenstra (30)
0000000  Marten Brandsma (30)
- 1950/51:  Abe Lenstra (31)
- 1951/52:  Abe Lenstra (28)
- 1952/53:  Marten Brandsma (21)
- 1953/54:  Abe Lenstra (24)
- 1954/55:  Abe Lenstra (28)
- 1955/56:  Marten Brandsma (12)
- 1956/57:  Cees Groot (27)
- 1957/58:  Piet Fleur (9)
- 1958/59:  Bart Hainje (5)
- 1959/60:  Sikke Venema (22)
- 1960/61:  Sikke Venema (22)
- 1961/62:  Eise Bosma (10)
- 1962/63:  Eise Bosma (10)
- 1963/64:  Sicco Kuiper (9)
- 1964/65:  Henk Klunder (7)
- 1965/66:  Leo de Vroet (15)
- 1966/67:  Dré Woest (13)
- 1967/68:  Henk Zoetendal (13)
- 1968/69:  Thomas Haan (13)
- 1969/70:  Kees Kist (13)
- 1970/71:  Kees Kist (11)
- 1971/72:  Kees Kist (15)
- 1972/73:  Henk Prinsen (10)
- 1973/74:  Jan Smid (11)
0000000  Thomas Haan (11)
- 1974/75:  Johan Toonstra (19)
- 1975/76:  Willem Stegen (6)
0000000  Eddy Bosman (6)
0000000  Piet Boskma (6)
0000000  Nikola Golijanin (6)
- 1976/77:  Yme Boersma (7)
- 1977/78:  Eddy Bosman (12)
- 1978/79:  Eddy Bosman (8)
- 1979/80:  Jan Schulting (9)
- 1980/81:  Eddy Bosman (16)
- 1981/82:  Eddy Bosman (20)
- 1982/83:  Jan Schulting (14)
- 1983/84:  John van den Wildenberg (10)
- 1984/85:   Jan de Jonge (6)
0000000  Jaap Schuurmans (6)
0000000  John van den Wildenberg (6)
- 1985/86:  Jan de Jonge (12)
- 1986/87:  Kees Kist (12)
- 1987/88:  Rudolf Metz (13)
- 1988/89:  Jan de Jonge (16)
- 1989/90:  Lubbe van Dijk (10)
- 1990/91:  Maarten de Jong (6)
- 1991/92:  Marco Roelofsen (16)
0000000  Rodion Camataru (16)
- 1992/93:  Erik Tammer (21)
- 1993/94:  Erik Tammer (10)
- 1994/95:  Erik Regtop (10)
- 1995/96:  Jon Dahl Tomasson (14)
- 1996/97:  Jon Dahl Tomasson (18)
- 1997/98:  Ruud van Nistelrooij (13)
- 1998/99:  Radoslav Samardžić (12)
- 1999/00:  Anthony Lurling (18)
- 2000/01:  Anthony Lurling (12)
- 2001/02:  Marcus Allbäck (15)
- 2002/03:  Romano Denneboom (10)
- 2003/04:  Gerald Sibon (15)
- 2004/05:  Klaas-Jan Huntelaar (17)
- 2005/06:  Klaas-Jan Huntelaar (17)
- 2006/07:  Afonso Alves (34)
- 2007/08:  Michael Bradley (15)
- 2008/09:  Danijel Pranjić (16)
- 2009/10:  Gerald Sibon (11)
- 2010/11:  Bas Dost (13)
- 2011/12:  Bas Dost (32)
- 2012/13:  Alfreð Finnbogason (24)
- 2013/14:  Alfreð Finnbogason (29)
- 2014/15:  Mark Uth (15)
- 2015/16:  Mitchell te Vrede (10)
- 2016/17:  Reza Ghoochannejhad (19)
- 2017/18:  Reza Ghoochannejhad (8)
- 2018/19:  Sam Lammers (16)
0000000  Michel Vlap (16)
- 2019/20:  Chidera Ejuke (9)
- 2020/21:  Henk Veerman (14)
- 2021/22:  Henk Veerman (8)
- 2022/23:  Sydney van Hooijdonk (16)
- 2023/24:  Pelle van Amersfoort (10)
- 2024/25:  Ion Nicolaescu (8)

### Trainers
- 1920–1930: Geen officiële trainer
- 1930–1932:  Sjoerd van Zuylen
- 000001932:  Sid Castle (a.i.)
- 1932–1933:  Otto Pinter
- 000001933:  Dirk Steenbergen (a.i.)
- 1934–1936:  Theo Eikenaar
- 1936–1938:  Sid Castle
- 1938–1939:  Piet Smit
- 1939–1945:  Anton Dalhuysen
- 000001945:  Otto Bonsema (a.i.)
- 1946–1947:  Abe Lenstra
- 1947–1951:  Piet van der Munnik
- 1951–1955:  Bob Kelly
- 1955–1958:  Volgert Ris
- 1958–1961:  Siem Plooijer
- 1961–1963:  Arie de Vroet
- 1963–1965:  Evert Mur
- 1965–1966:  Lászlo Zalai
- 1966–1967:  Ron Groenewoud
- 1967–1969:  Evert Teunissen
- 1969–1971:  Bas Paauwe
- 1971–1973:  Meg de Jongh
- 1973–1978:  Lászlo Zalai
- 1977–1978:  Jan Teunissen (a.i.)
- 1978–1979:  Jan Teunissen
- 000001979:  Hylke Kerkstra (a.i.)
- 1979–1985:  Henk van Brussel
- 1985–1988:  Foppe de Haan
- 1988–1989:  Ted Immers
- 1989–1990:  Ab Gritter
- 1990–1992:  Fritz Korbach
- 1992–2004:  Foppe de Haan
- 2004–2008:  Gertjan Verbeek
- 2008–2009:  Trond Sollied
- 2009–2010:  Jan de Jonge
- 000002010:  Jan Everse (a.i.)
- 2010–2012:  Ron Jans
- 2012–2014:  Marco van Basten
- 2014–2015:  Dwight Lodeweges
- 2015–2016:  Foppe de Haan
- 2016–2018:  Jurgen Streppel
- 2018–2019:  Jan Olde Riekerink
- 2019–2022:  Johnny Jansen
- 000002022:  Ole Tobiassen (a.i.)
- 2022–2024:  Kees van Wonderen
- 2024–2025:  Robin van Persie
- 000002025:  Henk Brugge (a.i.)
- 2025–0000:  Robin Veldman

### Voorzitters/Algemeen Directeuren
- 000001920:  Anne Wisman
- 1920–1922:  Douwe van Dijk
- 1922–1924:  Tjibbe de Jong
- 1924–1927:  Aart Kuyt
- 1927–1933:  Gooitzen Noppert
- 1933–1934:  Kees Winkel
- 1934–1937:  Anton Swillens
- 1937–1938:  Kees Winkel
- 1938–1940:  Paul Bruinsma
- 1940–1947:  Hendrik Huisman
- 1947–1954:  Floor Féléus
- 1954–1956:  Hendrik Schut
- 1956–1961:  Gerard Veldhuis
- 1961–1963:  Jan Prummel
- 000001963:  Jasper Boot
- 1963–1966:  Gerard Veldhuis
- 1966–1968:  Niek van der Laan
- 1968–1969:  Bob Krikke
- 1969–1977:  Rommert Metzlar
- 1977–1978:  Hein Stallinga
- 1978–1983:  Jan Steenhuizen
- 1983–2006:  Riemer van der Velde
- 2006–2007:  Koos Formsma
- 2007–2010:  Yme Kuiper
- 2010–2013:  Robert Veenstra
- 000002013:  Gaston Sporre (a.i.)
- 2013–2015:  Jelko van der Wiel
- 2016–2019:  Luuc Eisenga
- 2019–2023:  Cees Roozemond
- 2023–heden:  Ferry de Haan

### Ereleden
Sc Heerenveen heeft de volgende voorzitters en vrijwilligers extra geëerd:
| Erevoorzitter        | Periode   |
| -------------------- | --------- |
| Hendrik Huisman      | 1940–1947 |
| Riemer van der Velde | 1983–2006 |

| Heer van Heerenveen  | Benoemingsdatum   |
| -------------------- | ----------------- |
| Hans van der Horst   | 22 juli 1989      |
| Lippe Lap            | 25 november 1989  |
| Pieter Brouwer       | 20 mei 1993       |
| Herman Reinders      | 16 november 1993  |
| Klaas de Jonge       | 9 december 1994   |
| Hans Wezenaar        | 11 januari 2000   |
| Wim Molenaar         | 11 januari 2000   |
| Jan van Sytzama      | 8 november 2001   |
| Jan Landman          | 8 april 2003      |
| Roel de Jong         | 31 oktober 2006   |
| Theun van der Meulen | 27 mei 2010       |
| Bart van der Meer    | 12 december 2012  |
| Klaas Oenema         | 16 januari 2013   |
| Jappie Vogelzang     | 7 april 2017      |
| Tjitte Wiersma       | 18 september 2019 |
| Sjoerd Feenstra      | 17 mei 2021       |

## Trivia
- De naam van de club wordt officieel met kleine letters "sc" geschreven.
- Hoofdsponsor van sc Heerenveen is Ausnutria. Van 2016/17 tot en met 2019/20 was dit het Friese bedrijf GroenLeven dat gespecialiseerd is in zonne-energie. De vijftien jaar daarvoor was verzekeringsmaatschappij Univé de hoofdsponsor, waarmee het bedrijf de trouwste hoofdsponsor binnen het Nederlandse voetbal was. Na het seizoen 2015/16 besloot Univé echter het hoofdsponsorcontract op te zeggen en in te ruilen voor een plekje op de achterkant van het shirt. Daarvoor was de hoofdsponsor jarenlang de fietsenfabrikant Batavus. Van 1988 tot 1993 was Unibind hoofdsponsor van sc Heerenveen en nog eerder, bij de invoering van shirtreclame in het betaalde voetbal, AA Drink. Ook is, voor korte tijd, Telekabel shirtsponsor geweest van sc Heerenveen. Na de overname van dit bedrijf kwam de naam UPC Nederland B.V. op het shirt te staan.
- Vanaf het seizoen 2022-2023 is Macron de kledingsponsor van sc Heerenveen. Jako was dat ervoor, tussen 2008 en 2022. Umbro was tot 2008 tijd de kledingsponsor, deze volgde het eigen merk Abe op nadat dit niet rendabel bleek te zijn. Daarvoor waren het Italiaanse (inmiddels Zuid-Koreaanse) Fila en het Duitse Adidas de leverancier van sportkleding. Het contract met Umbro liep af aan het einde van het seizoen 2007/08 en werd niet verlengd. Jako heeft met sc Heerenveen een deal afgesloten voor 1,1 miljoen per seizoen.
- Tijdens het VVCS Profvoetbalgala, op 23 augustus 2004, werd sc Heerenveen uitgeroepen tot club van het jaar van het seizoen 2003/04.
- Sc Heerenveen heeft op 14 februari 1960[13] de twijfelachtige eer de eerste club te zijn in Nederland die als strafmaatregel een wedstrijd zonder publiek moest spelen.
- Sc Heerenveen heeft een samenwerkingsverband met de amateurclubs ONS Sneek, Flevo Boys, Drachtster Boys, ASV Dronten, VV Heerenveen,[14] MSC[15] en sv UDIROS[16]
- Het aantal Friezen in de selectie van sc Heerenveen is al tijden zeer gering. In 2006 werd voor het eerst in jaren weer een Fries aangetrokken (Age Hains Boersma). Hij kwam echter niet verder dan 10 minuten speeltijd in het eerste van sc Heerenveen. De eerste Fries die echt in aanmerking kwam voor speeltijd is de eigen opgeleide Geert Arend Roorda, echter verloor hij zijn basisplek door de vele blessures die hij kreeg. De volgende Friezen die doorbreken zijn de in Heerenveen geboren Doke Schmidt en Arjen van der Heide, de Leeuwarder Kik Pierie en de Snekers Pelé van Anholt en Michel Vlap. Schmidt heeft zijn debuut in de competitie gemaakt als invaller tegen N.E.C.. In de uitwedstrijd tegen Feyenoord kreeg hij na te zijn ingevallen binnen ettelijke minuten een rode kaart waarvoor hij vier wedstrijden schorsing kreeg (één wedstrijd voorwaardelijk).
- De club heeft de sinds de eeuwwisseling een aantal goede transfers gehad; Klaas-Jan Huntelaar (9,7 milj.), Georgios Samaras (7,5 milj.), Afonso Alves (17,8 milj.), Miralem Sulejmani (16,3 milj.), Danijel Pranjić (7,7 milj.), Daley Sinkgraven (7,5 milj.), Michel Vlap (6,9 milj.), Chidera Ejuke (11,5 milj.), Joey Veerman (6 milj.) en Amin Sarr (11 milj.).